# Infamous: First Light
Infamous: First Light (estilizado como inFAMOUS: First Light) es un videojuego de acción-aventura beat 'em up de mundo abierto desarrollado por Sucker Punch Productions y publicado por Sony Computer Entertainment para PlayStation 4. El juego es una expansión independiente de Infamous: Second Son y sirve como una precuela. Se anunció en junio de 2014 en E3 2014 y se lanzó digitalmente en agosto de 2014, con un lanzamiento físico que solo se lanzó en Europa, Asia y Australia en septiembre de 2014.
Jugado en una perspectiva en tercera persona, el jugador toma el control de Abigail "Fetch" Walker (presentada como personaje secundario en Second Son), una joven clasificada por el Departamento de Protección Unificada como un "conducto" que posee poderes sobrehumanos. Bajo custodia del D.U.P., a Fetch se le ordena contar la historia de los acontecimientos que condujeron a su captura. El jugador puede usar sus poderes de neón para derrotar enemigos y atravesar el entorno mientras completa los niveles del juego. El juego se desarrolla principalmente en las calles de una versión ficticia de Seattle y en la prisión de Curdun Cay y sus alrededores.
Infamous: First Light recibió críticas generalmente mixtas de los críticos, que elogiaron a la protagonista Fetch, y algunos comentaron que era un mejor personaje en comparación con la protagonista de Second Son, Delsin, mientras que las imágenes, los controles, la jugabilidad y los campos de desafío también fueron elogiados. Las críticas se dirigieron a la historia del juego y la mecánica de combate.

## Jugabilidad
Infamous First Light es un videojuego de acción y aventura ambientado en un entorno de mundo abierto y jugado desde una perspectiva en tercera persona, similar a Infamous: Second Son; Los jugadores completan niveles, derrotan enemigos y completan misiones secundarias. El jugador toma el control de Abigail "Fetch" Walker, una joven "conducto" que posee poderes de superhéroe "Neon". Con algunas excepciones, los poderes de Abigail funcionan de manera idéntica a los poderes Neon de Delsin Rowe, pero First Light introduce varias características nuevas. En las carreras de neón, Fetch puede perseguir bolas flotantes de gas de neón y energía de conducto llamadas "Lumens" que la recompensan con puntos de habilidad para aumentar sus poderes. El minijuego de graffiti de Second Son está presente; ha sido modificado estéticamente para que coincida con el estilo Neon de Fetch. En Arena Challenges, tanto Fetch como Delsin pueden luchar contra hordas de enemigos holográficos. Completar desafíos recompensa al jugador con puntos de habilidad que puede usar para mejorar sus habilidades. Exclusiva de la arena hay una nueva facción enemiga: los demonios, con sus propios poderes y habilidades únicos.